# Bislev (plaats)
Bislev is een plaats in de  gemeente Aalborg, deel van de Deense regio Noord-Jutland. Het dorp telde 218 inwoners in 2007. Het is deel van de gelijknamige parochie.